# ديمبستر مكينتوش
ديمبستر مكينتوش (بالإنجليزية: Dempster McIntosh)‏ هو شخصية أعمال أمريكي، ولد في 17 يناير 1896 في نيوبورت في الولايات المتحدة، وتوفي في 6 مايو 1984 في دلراي بيتش في الولايات المتحدة.